# Murilo Rosa
Murilo Araújo Rosa, né le 21 août 1970 à Brasília, est un acteur brésilien.
Il joue dans de nombreuses telenovelas diffusées sur Rede Globo et occupe notamment un des premiers rôles dans Desejo Proibido en 2007 et dans Araguaia en 2010.

## Filmographie
- 1994 - 74.5 - Uma Onda no Ar .... Carlos Daniel
- 1994 - Confissões de Adolescente, Histórias de Amor .... Marcelo Kinderé
- 1995 - Malhação .... Jurandir
- 1995 - Você Decide, Perigo Ambulante
- 1996 - Antônio Alves, Taxista .... Henrique
- 1996 - Xica da Silva .... Martim Caldeira Brant
- 1997 - Mandacaru .... Tenente Aquiles
- 1999 - Chiquinha Gonzaga .... Amadeu
- 1999 - Força de um Desejo .... Eugênio Cardoso
- 2000 - Terra Nostra .... Vitório
- 2000 - Você Decide, A Poderosa
- 2000 - Você Decide, O Poderoso
- 2000 - O Cravo e a Rosa.... Celso de Lucca
- 2001 - Sítio do Picapau Amarelo, A Festa da Cuca
- 2001 - A Padroeira.... Diogo Soares Cabral
- 2002 - Brava Gente, Ariosvaldo e o Lobisomem.... Lobisomem
- 2003 - A Casa das Sete Mulheres .... Afonso Corte Real
- 2003 - Retrato Falado
- 2004 - Um Só Coração .... Frederico Schmdit da Silva
- 2005 - América.... Dinho
- 2006 - Bang Bang.... Josh Lucas
- 2007 - A Diarista, Aquele do Casal 20.... Cláudio Celso
- 2007 - Desejo Proibido.... Miguel[1]
- 2008 - Episódio Especial.... Herself
- 2008 - Casos e Acasos, As Testemunhas, o Hóspede e os Amantes.... Cássio
- 2008 - Casos e Acasos, Ele é Ela, Ela é Ele e Ela ou Eu.... Rubens
- 2009 - India, A Love Story.... Lucas Garrido
- 2009 - Episódio Especial.... Herself
- 2009 - Exagerados
- 2010 - Como Esquecer : Hugo
- 2010 - Araguaia.... Solano Rangel[2]
- 2011 - Macho Man.... Oswaldo
- 2012 - Salve Jorge.... Élcio Spinelli Flores Galvão